# Куций Іван Русланович
Іван Русланович Куций — солдат підрозділу Повітряні сили Збройних Сил України, учасник російсько-української війни, який загинув у ході російського вторгнення в Україну в 2022 році.

## Життєпис
Народився в 2002 році в смт Глибока Чернівецької області (нині — центр Глибоцької селищної територіальної громади Чернівецького району).
Загинув 24 лютого 2022 року, у перший день російського вторгнення в Україну.
17 квітня 2022 року у Глибоцькій селищній територіальній громаді Чернівецького району було оголошено Днем жалоби. Прощалися з 19-річним Іваном Куцим у Будинку культури в смт Глибока. Потім пройшла панахида та поховальна процесія. Поховали воїна на кладовищі у рідному селищі.

## Нагороди
- орден За мужність III ступеня (2022, посмертно) — за особисту мужність і самовіддані дії, виявлені у захисті державного суверенітету та територіальної цілісності України, вірність військовій присязі[5].